# Borowiecianus
Borowiecianus is een geslacht van kevers uit de familie  
kniptorren (Elateridae).
Het geslacht is voor het eerst wetenschappelijk beschreven in 2007 door Schimmel & Platia.

## Soorten
Het geslacht omvat de volgende soorten:
- Borowiecianus alatus Schimmel & Platia, 2007
- Borowiecianus gansuensis Schimmel & Platia, 2007
- Borowiecianus gorodinskii Schimmel & Platia, 2007
- Borowiecianus lindemeri Schimmel & Platia, 2007